# Pentakisdodekaeder
Das Pentakisdodekaeder ist ein konvexes Polyeder, das sich aus 60 gleichschenkligen Dreiecken zusammensetzt und zu den Catalanischen Körpern zählt. Es ist dual zum Ikosaederstumpf und hat 32 Ecken sowie 90 Kanten. Der Name setzt sich aus den griechischen Wörtern πεντάκις (pentakis, fünffach) und δωδεκάεδρον (dodekaedron, Zwölfflächner) zusammen.

## Entstehung
Als Grundkörper dient quasi das Dodekaeder mit Seitenlänge {\displaystyle a}, auf dessen 12 Begrenzungsflächen je eine Pyramide mit fünfeckiger Grundfläche und der Flankenlänge {\displaystyle b} aufgesetzt wird. Ein Pentakisdodekaeder entsteht genau dann aus dieser Konstruktion, wenn folgende Bedingung erfüllt ist:
{\displaystyle {\frac {a}{10}}{\sqrt {50+10{\sqrt {5}}}}<b<{\frac {a}{4}}{\sqrt {10+2{\sqrt {5}}}}}
- Für den zuvor genannten minimalen Wert von {\displaystyle b} haben die aufgesetzten Pyramiden die Höhe 0, sodass lediglich das Dodekaeder mit der Kantenlänge {\displaystyle a} übrig bleibt.
- Das spezielle Pentakisdodekaeder mit gleichen Flächenwinkeln entsteht, wenn {\displaystyle b={\tfrac {3}{38}}\,a\,(9+{\sqrt {5}})\approx 0{,}887058\cdot a} ist.
- Nimmt {\displaystyle b} den o. g. maximalen Wert an, entartet das Pentakisdodekaeder zu einem Rhombentriakontaeder mit der Kantenlänge {\displaystyle b}.
- Überschreitet {\displaystyle b} den maximalen Wert, so ist das Polyeder nicht mehr konvex und entartet schließlich für {\displaystyle b={\frac {a}{2}}\left(1+{\sqrt {5}}\right)} zum Dodekaederstern.

## Formeln

### Allgemein
| Größen eines Pentakisdodekaeders mit Kantenlängen a, b | Größen eines Pentakisdodekaeders mit Kantenlängen a, b |
| ------------------------------------------------------ | --- |
| Volumen                                                | {\displaystyle V={\frac {a^{2}}{4}}\left(a\left(15+7{\sqrt {5}}\right)+2{\sqrt {\left(10+4{\sqrt {5}}\right)\left(10b^{2}-a^{2}(5+{\sqrt {5}})\right)}}\right)} |
| Oberflächeninhalt                                      | {\displaystyle A_{O}=15a\,{\sqrt {4b^{2}-a^{2}}}} |
| Pyramidenhöhe                                          | {\displaystyle k={\sqrt {b^{2}-{\frac {a^{2}}{10}}\left(5+{\sqrt {5}}\right)}}}                                                                                 |
| Inkugelradius                                          | {\displaystyle \rho \,={\frac {a\,{\sqrt {(14+6{\sqrt {5}})(a+2b)^{2}-4(4b^{2}-a^{2})}}}{4a+8b}}}                                                               |
| Flächenwinkel (über Kante a)                           | {\displaystyle \cos \,\alpha _{1}={\frac {4b^{2}{\sqrt {5}}-a^{2}(4+3{\sqrt {5}})-4a{\sqrt {4b^{2}(5+2{\sqrt {5}})-2a^{2}(7+3{\sqrt {5}})}}}{5(4b^{2}-a^{2})}}} |
| Flächenwinkel (über Kante b)                           | {\displaystyle \cos \,\alpha _{2}={\frac {b^{2}(1-{\sqrt {5}})-a^{2}}{4b^{2}-a^{2}}}}                                                                           |

### Speziell
| Größen eines Pentakisdodekaeders mit Kantenlänge a | Größen eines Pentakisdodekaeders mit Kantenlänge a                                                                    | Größen eines Pentakisdodekaeders mit Kantenlänge a |
| -------------------------------------------------- | --- | -------------------------------------------------- |
| Volumen                                            | {\displaystyle V={\frac {15}{76}}\,a^{3}(23+11{\sqrt {5}})}                                                           |                                                    |
| Oberflächeninhalt                                  | {\displaystyle A_{O}={\frac {15}{19}}\,a^{2}{\sqrt {413+162{\sqrt {5}}}}}                                             |                                                    |
| Pyramidenhöhe                                      | {\displaystyle k={\frac {a}{19}}{\sqrt {\frac {65+22{\sqrt {5}}}{5}}}}                                                |                                                    |
| Inkugelradius                                      | {\displaystyle \rho ={\frac {3}{2}}\,a\,{\sqrt {\frac {81+35{\sqrt {5}}}{218}}}}                                      |                                                    |
| Kantenkugelradius                                  | {\displaystyle r={\frac {a}{4}}\left(3+{\sqrt {5}}\right)}                                                            |                                                    |
| Flächenwinkel ≈ 156° 43′ 7″                        | {\displaystyle \cos \,\alpha ={\frac {-1}{109}}\,(80+9{\sqrt {5}})}                                                   |                                                    |
| Sphärizität ≈ 0,97948                              | {\displaystyle \Psi ={\frac {\sqrt[{3}]{5700\,\pi \left(567+253{\sqrt {5}}\right)}}{10{\sqrt {413+162{\sqrt {5}}}}}}} |                                                    |